# Élections provinciales de 2024 au Baloutchistan pakistanais
Les élections provinciales de 2024 au Baloutchistan pakistanais ont lieu le 8 février 2024 afin de renouveler les élus de l'Assemblée provinciale de la province pakistanaise du Baloutchistan.
Le scrutin provincial est l'objet d'une intense lutte politique dans le contexte d'une importante crise politique au niveau national, à l'issue de laquelle des élections législatives sont organisées le même jour.

## Contexte

### National
Les élections ont lieu dans le sillage d'une importante crise politique nationale ayant vu la perte du pouvoir par le Premier ministre et dirigeant du Mouvement du Pakistan pour la justice (PTI) Imran Khan, remplacé par le chef de l'opposition Shehbaz Sharif, de la Ligue musulmane du Pakistan (N). La tentative d'Imran Khan de convoquer des élections anticipées avant le vote d'une motion de censure est invalidée par la Cour suprême, ce qui conduit au vote de la motion début avril 2022,.
Les évènements provoquent d'importantes manifestations organisées par Imran Khan, qui reste toujours populaire auprès de larges pans de la population,. Le 3 novembre 2022, il est victime d'une tentative d'assassinat à Wazirabad au cours de laquelle il est blessé par balle à la jambe. Il accuse Shehbaz Sharif d'en être responsable
Imran Khan ayant été déclaré inéligible après une condamnation pour corruption, la commission électorale exige du PTI la tenue d'élections primaires internes pour le remplacer à la tête du parti. A défaut, le PTI risque alors de perdre son symbole électoral, la Batte de cricket. Or, la possession d'un symbole électoral fait partie des conditions obligatoires pour participer aux législatives. Gohar Khan est élu chef du parti le 3 décembre.
La commission électorale invalide cependant la primaire, empêchant ainsi le parti de participer au scrutin. Le 26 décembre 2023, la Haute Cour de justice de Peshawar suspend la décision de la commission et rétablit le symbole électoral, en attendant un examen sur le fond par la Cour suprême du Pakistan. Rendu le 13 janvier 2024, celui-ci voit la Cour suprême confirmer la décision de la commission électorale. Le PTI est ainsi de facto interdit de concourir, tous ses candidats se voyant contraints de soumettre leur candidature en tant qu'indépendants,. La décision de la cour est décrite par plusieurs experts en droit comme un « coup porté aux droits fondamentaux » et une « une défaite pour les normes démocratiques ».
Entre-temps, le 31 décembre 2023, la commission électorale rejette les candidatures aux législatives d'Imran Khan ainsi que celles de plusieurs dirigeants, sur la base de leurs condamnations par la justice. Le 30 janvier 2024, moins de dix jours avant le scrutin, il est condamné pour divulgation de secrets d'État à dix ans de prison ferme et à cinq ans d'inéligibilité en compagnie de l'ancien ministre des Affaires étrangères et vice-président du PTI Shah Mehmood Qureshi. Le lendemain, il est condamné à 14 ans de prison ferme et à cinq ans d'inéligibilité dans une autre affaire de corruption en compagnie de son épouse.

### Provincial
L'Assemblée provinciale du Baloutchistan a été dissoute le 13 août pour permettre la tenue du scrutin en novembre plutôt qu'en octobre, en même temps que les élections législatives pakistanaises de 2023.
Ali Mardan Khan Domki est désigné le 18 août ministre en chef par un accord entre le ministre en chef et le chef de l'opposition sortants du Baloutchistan. Le gouvernement est formé le 22 août,.

## Système électoral

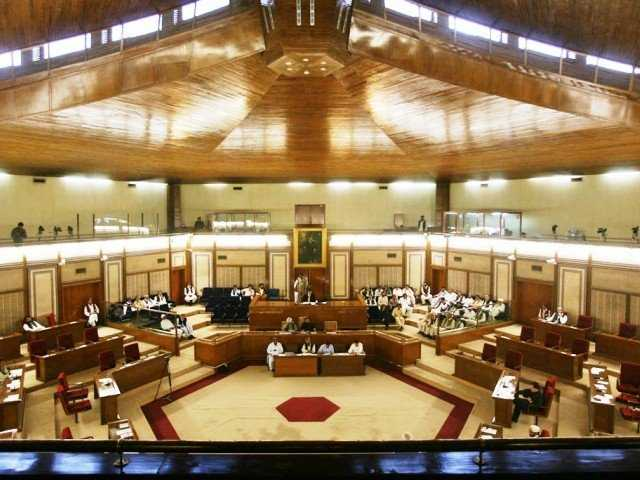
Intérieur de l'Assemblée provinciale à Quetta.

L'Assemblée provinciale du Baloutchistan pakistanais est composée de 65 sièges pourvus pour cinq ans dont 51 au scrutin uninominal majoritaire à un tour. Ces membres élus au scrutin direct élisent à leur tour 11 sièges réservés à des femmes et 3 sièges réservés à des minorités religieuses non-musulmanes. Ces sièges sont répartis à la proportionnelle entre tous les partis ayant remporté un minimum de 5 % des voix au scrutin direct, mais répartis en proportion du nombre de sièges déjà obtenus et non en proportion des voix, de manière à laisser inchangé le résultat du vote populaire,.

## Résultats
| Partis                    | Partis                                               | Votes     | %     | +/-   | Sièges | Sièges   | Sièges   | Sièges | Sièges        |  |
| Partis                    | Partis                                               | Votes     | %     | +/-   | Élus   | Réservés | Réservés | Total  | +/-           |  |
| Partis                    | Partis                                               | Votes     | %     | +/-   | Élus   | Fem.     | Min.     | Total  | +/-           |  |
| ------------------------- | ---------------------------------------------------- | --------- | ----- | ----- | ------ | -------- | -------- | ------ | ------------- |  |
|                           | Jamiat Ulema-e-Islam (JUI-F)                         | 399 825   | 17,53 | N/a   | 11     | 2        | 1        | 14     | 6             |  |
|                           | Parti du peuple pakistanais (PPPP)                   | 381 549   | 16,73 | 13,64 | 11     | 3        | 1        | 15     | 15            |  |
|                           | Ligue musulmane du Pakistan (N) (PML(N))             | 297 063   | 13,03 | 11,49 | 10     | 3        | 1        | 14     | 13            |  |
|                           | Parti national (NP)                                  | 135 589   | 5,95  | 1,04  | 3      | 1        | 0        | 4      | 4             |  |
|                           | Pashtunkhwa Milli Awami (PMAP)                       | 132 721   | 5,82  | 1,09  | 0      | 0        | 0        | 0      | 1             |  |
|                           | Parti baloutche Awami (BAP)                          | 127 340   | 5,58  | 18,86 | 4      | 1        | 0        | 5      | 10            |  |
|                           | Parti national baloutche (BNP)                       | 109 641   | 4,81  | 4,23  | 1      | 0        | 0        | 1      | 6             |  |
|                           | Parti national Awami (ANP)                           | 92 609    | 4,06  | 1,15  | 2      | 1        | 0        | 3      | 1             |  |
|                           | Indépendants (Mouvement du Pakistan pour la justice) | 72 030    | 3,16  | 2,89  | 93     | 0        | 0        | 0      | 6             |  |
|                           | Jamhoori Wattan (JWP)                                | 26 300    | 1,15  | 0,71  | 0      | 0        | 0        | 0      | 1             |  |
|                           | Jamaat-e-Islami (JI)                                 | 24 587    | 1,06  | N/a   | 1      | 0        | 0        | 1      | 1             |  |
|                           | Haq Do Tehreek Balochistan (HDTB)                    | 20 996    | 0,86  |       | 1      | 0        | 0        | 1      | 1             |  |
|                           | Tehreek-e-Labbaik Pakistan (TLP)                     | 19 403    | 0,85  | 0,26  | 0      | 0        | 0        | 0      | en stagnation |  |
|                           | Parti national baloutche (Awami) (BNP(A))            | 19 108    | 0,84  | 2,95  | 1      | 0        | 0        | 1      | 1             |  |
|                           | Hazara Democratic Party (HDP)                        | 14 070    | 0,62  | 0,28  | 0      | 0        | 0        | 0      | 2             |  |
|                           | Grande alliance démocratique (GDA)                   |           |       |       | 0      | 0        | 0        | 0      | en stagnation |  |
|                           | Mouvement Muttahida Qaumi (MQM)                      |           |       |       | 0      | 0        | 0        | 0      | en stagnation |  |
|                           | Ligue musulmane du Pakistan (Q) (PML(Q))             |           |       |       | 0      | 0        | 0        | 0      | en stagnation |  |
|                           | Ligue musulmane Awami du Pakistan                    |           |       |       | 0      | 0        | 0        | 0      | en stagnation |  |
|                           | Autres partis                                        |           |       | –     |        |          |          |        | –             |  |
|                           | Indépendants                                         |           |       |       | 6      | 0        | 0        | 6      | 1             |  |
|                           |                                                      |           |       |       |        |          |          |        |               |  |
| Votes valides             |                                                      |           |       |       |        |          |          |        |               |  |
| Votes blancs et invalides |                                                      |           |       |       |        |          |          |        |               |  |
| Total                     | Total                                                |           | 100   | –     | 51     | 11       | 3        | 65     | en stagnation |  |
| Abstention                |                                                      |           |       |       |        |          |          |        |               |  |
| Inscrits / participation  | Inscrits / participation                             | 5 371 947 |       |       |        |          |          |        |               |  |

## Suites
Le PPP a obtenu le ralliement de trois députés, et la PML(N), deux.
L'Assemblée est inaugurée le 28 février. Le 29 février, Khaliq Achakzai (PML(N)) est élu président, et Ghazala Gola (PPP) vice-présidente. Le 2 mars, Safraz Bugti (PPP) est élu ministre en chef.